# Bürgerrolle

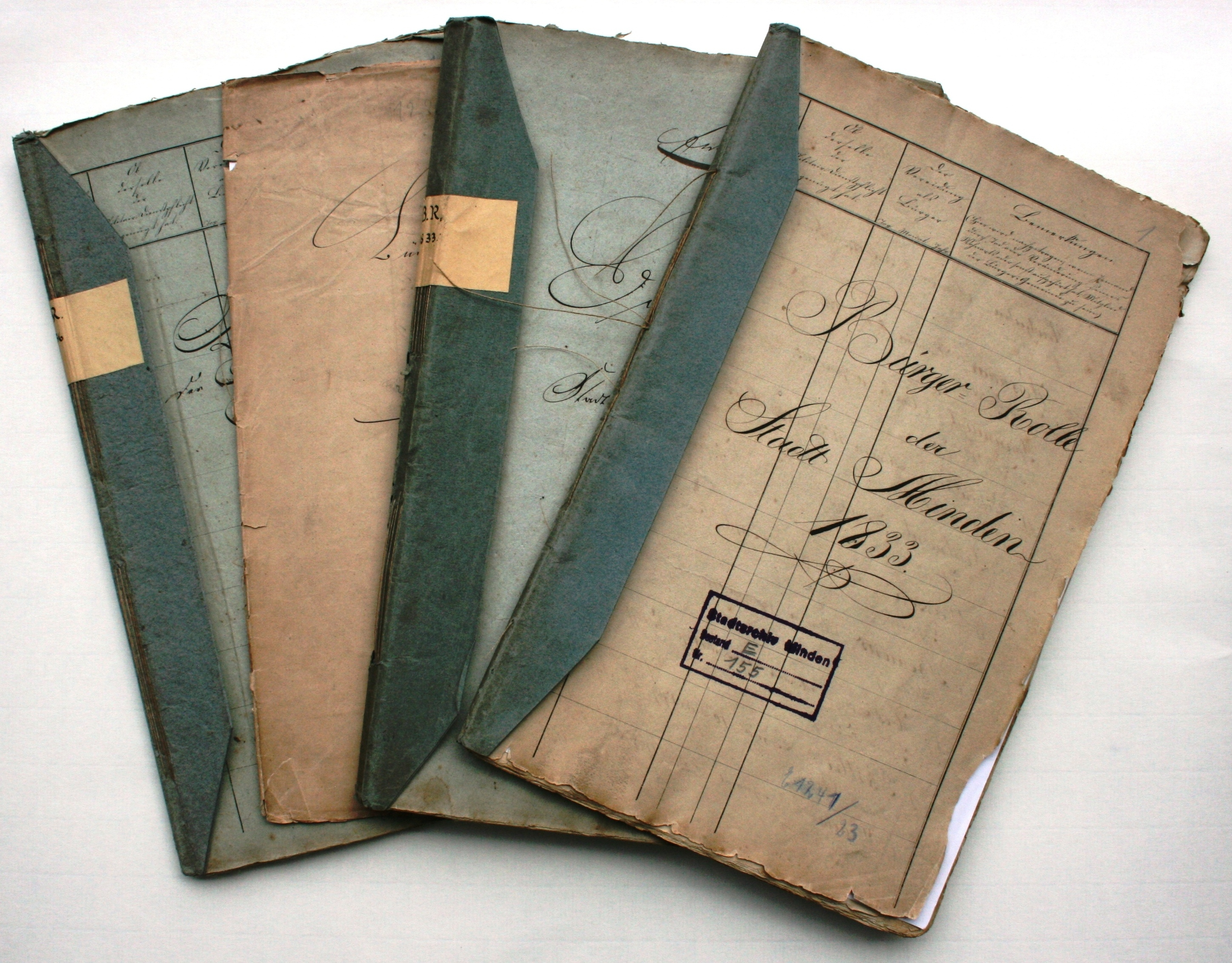
Vier Bürgerrollen der Stadt Minden aus den Jahren 1833, 1836 und etwa 1850

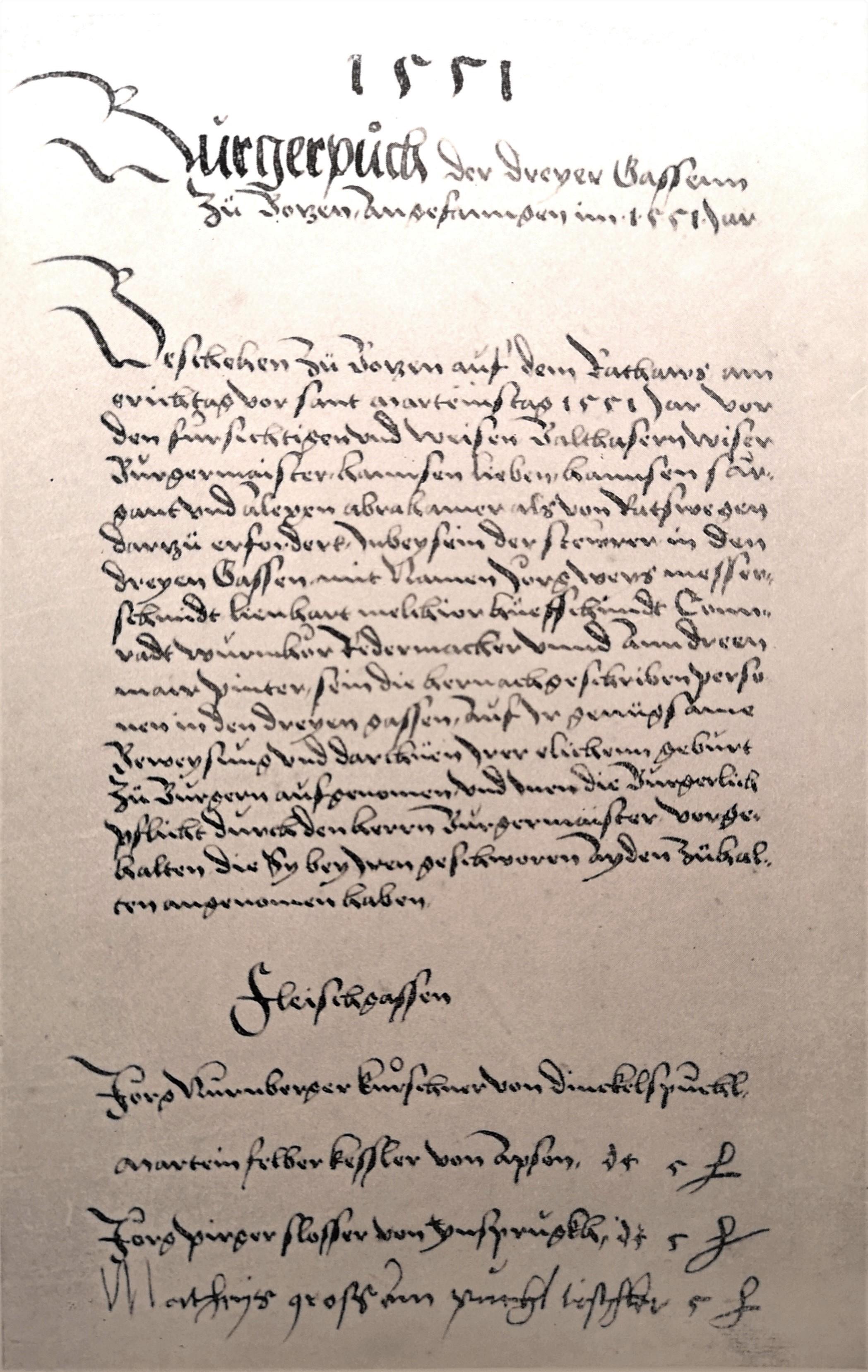
Das Bozner Bürgerbuch von 1551, Hs. 2713, fol. 2a

Bürgerrolle (auch Bürgerprotokoll, Bürgeraufnahmebuch, liber civium, burbok oder Bürgerbuch) ist die Bezeichnung für ein Personenverzeichnis, in dem jener Teil der städtischen Bevölkerung aufgeführt wurde, dem Bürgerrechte zuerkannt wurden. Im südwestdeutschen und schweizerischen Sprachgebrauch wird bis heute dafür synonym der Ausdruck Rodel verwendet.

## Geschichte
Bürgerrollen wurden seit der Entwicklung der Bürgerschaft in Städten geführt: vom Mittelalter an, mit der Entwicklung der ständischen Gesellschaft und des Bürgertums als dritten Standes, bis über das Ende der frühen Neuzeit hinaus in der bürgerlichen Gesellschaft. Mit dem Ende der Ständeordnung entfiel dann ihre Bedeutung.
In der Bürgerrolle wurden die Daten des Neubürgers festgehalten, insbesondere hinsichtlich der Erlangung der Bürgerrechte. Hierzu gehörten beispielsweise der Zeitpunkt, an welchem der Bürgerbrief ausgegeben bzw. der Bürgereid abgelegt wurde, die Höhe des dabei gezahlten Bürgergeldes sowie die Herkunft des Neubürgers.
Die Voraussetzungen für die Bürgerschaft variierten nach Stadt und Zeit. Sie konnten in Grundbesitz, einem Mindestvermögen, einem Einkommensnachweis, der meisterlichen Ausübung eines Handwerks und/oder einem Leumund bestehen. Meist war Grundbesitz unabdingbar für den Antrag und fest mit dem Status des Bürgers verknüpft. Mit der Aufnahme in das Verzeichnis wurde jemand, der vorher nur Einwohner (auch Inwohner, Beiwohner, Beisasse, medewohner oder non-positus) der Stadt gewesen war, zum Bürger (auch burgaere oder civis). Die Bürgerrolle enthielt damit einen privilegierten Anteil der Stadtbevölkerung, der die städtische Struktur entscheidend mitbestimmte.
Heute dienen Bürgerrollen bzw. Bürgerbücher in manchen Städten der Ehrung verdienter Bürger der Stadt (vergleichbar mit der Ehrenbürgerschaft). Darüber hinaus werden gelegentlich auch Sammlungen ortsrechtlicher Vorschriften, die als Informationsquelle für die Bevölkerung einer Stadt dienen, als Bürgerbücher bezeichnet.

## Bürgergeld
Mit der Aufnahme in die Bürgerrolle war häufig die Verpflichtung zur Zahlung eines Bürgergeldes verbunden. Die Höhe des zu entrichtenden Bürgergeldes wurde manchmal durch das Vermögen des Neubürgers bestimmt. Wenn der Neubürger durch Heirat einer Bürgertochter oder -witwe in die Bürgerrolle aufgenommen werden wollte, konnte das Bürgergeld auch reduziert werden. Vom Erwerb der Bürgerrechte konnten bestimmte Personen befreit werden, wie beispielsweise Amtsträger in größeren Städten.

## Status des Bürgers
Mit dem Status des Bürgers waren gewisse Vorrechte verbunden, etwa das Recht zur Ausübung eines Gewerbes oder auch das Wahlrecht, aber auch bestimmte Pflichten, wie beispielsweise das Zahlen von Steuern oder auch die Verteidigung der Stadt.

## Beispiele
- Goslarer Bürgerbuch[1]